# Hunor și Magor

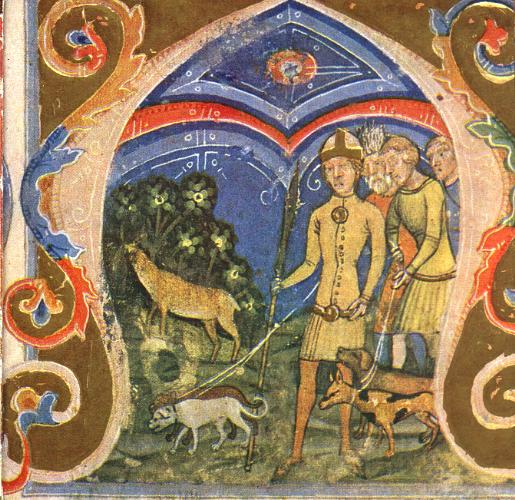
Hunor și Magor în timpul vânătorii căprioarei, scenă ilustrată în Cronica pictată de la Viena (1360)

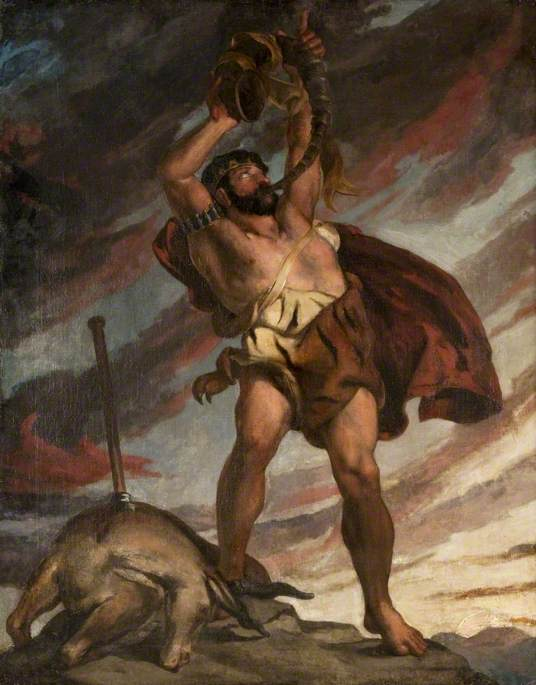
Nimrod în viziunea pictorului scoțian David Scott (1832)

Hunor și Magor este o legendă maghiară potrivit căreia strămoșii hunilor și respectiv ai maghiarilor sunt frații Hunor și Magor, fiii lui Ménrót, identificat cu Nimrod. Legenda a apărut prima dată menționată în cronica Gesta Hunnorum et Hungarorum a lui Simon de Keza.

## Legenda

### Acțiune
Frații Hunor și Magor, fiii uriașului Ménrót, vânând în stepă, au văzut o căprioară și au început să o urmărească prin mlaștinile Meotidei,[A] până într-o câmpie roditoare. Acolo căprioara a dispărut, dar cum locul părea bun pentru pășunat, cei doi frați s-au întors acasă pentru a cere tatălui lor permisiunea de a se stabili acolo cu tovarășii lor. Șase ani mai târziu, zvonul cântecelor și al muzicii i-au atras din nou în stepă. Soțiile fiului regelui Bereka (Bedar) și fetele regelui Dula celebrau o sărbătoare (festum tubae).
În volumul De la Zalmoxis la Genghis-Han, Mircea Eliade a menționat că Hunor și Magor au răpit femeile din stepă și descendenții lor au devenit strămoșii hunilor și ai maghiarilor. Istoricii János Ladó și Ágnes Bíró au menționat că aceștia se aflau într-o expediție de vânătoare când au văzut descendenții lor înmulțiți și stabiliți în țările din apropiere, fondând cele 108 triburi ale națiunii sciților. Din aceștia provin regele Atila și principele Álmos, tatăl lui Árpád.

### Istoric
Frații Hunor și Magor sunt strămoșii legendari ai hunilor și ai maghiarilor, conform celor mai multe cronici maghiare. În cronica Gesta Hunnorum et Hungarorum a lui Simon de Keza s-a făcut prima relatare a legendei. Alte cronici maghiare relatează că Hunor și Magor sunt fiii lui Nimrod sau ai lui Magog, unul din cei șapte fii ai lui Iafet și rege al sciților. Mama celor doi și soție a lui Ménrót este Eneth, al cărei nume provine de la termenul eneγ, în maghiara modernă ünő, ce înseamnă „căprioară”, potrivit cronicarului Simon de Keza. Istoricii Zoltán Kordé și Gyula Kristó⁠(en)[traduceți] au fost de părere că numele ei arată că la un moment dat maghiarii au considerat căprioara drept strămoș totemic, dar acest concept păgân a fost reinterpretat după convertirea lor la creștinism în secolul al XI-lea.
Cronica pictată de la Viena îi menționează pe Hunor și Magor ca fiind fiii lui Iafet.
Comparând legenda maghiară cu cea a descălecării lui Dragoș în Moldova, Romulus Vuia a considerat că „în fond conținutul lor este identic”. Tot acesta a semnalat că: „Hunor și Magor găsesc că ținutul este propice creșterii turmelor” (pro armentis nutriendis ipsam conspexerunt opportunam), și în Cronica lui Ureche vânătorii „au socotit, cu toții, că e locul bun de hrană” și că în legenda maghiară cei doi frați îi cer tatălui lor permisiunea de a se strămuta în Meotida, iar în legenda românească, Dragoș I și tovarășii săi îi cer lui Vladislav, principele ungur, permisiunea de a pleca.
Romulus Vuia a considerat legenda românească fie un împrumut al legendei maghiare, fie o variantă a unei teme internaționale de origine indiană.
Gheorghe I. Brătianu a fost de părere că este o influență directă a legendelor maghiare, în legătură cu cucerirea Panoniei și a Transilvaniei, asupra tradiției „descălecării” românilor „ungureni” din Maramureș.